# Коробовский сельсовет (Московская область)
Коробовский сельсовет — упразднённая административно-территориальная единица, существовавшая на территории Коробовского района Московской области до 1939 года. Административным центром была деревня Коробовская.

## История
В 1923 году Коробовский сельсовет находился в составе Дмитровской волости Егорьевского уезда Московской губернии.
В 1925 году в состав Коробовского сельсовета вошли селения из упразднённых Митинского и Наумовского сельсоветов. Таким образом, в состав Коробовского сельсовета к 1926 году входили деревни Коробовская, Митинская, Наумовская, Фёдоровская и село Дмитровский Погост.
В ноябре 1926 года из состава Коробовского выделился Дмитровский сельсовет.
В ходе реформы административно-территориального деления СССР в 1929 году Коробовский сельсовет вошёл в состав Дмитровского района Орехово-Зуевского округа Московской области. В 1930 году округа были упразднены, а Дмитровский район переименован в Коробовский.
В 1939 году сельсовет был упразднён, а его территория передана Митининскому сельсовету.